# Drevo (podatkovna struktura)
Drevo je v računalništvu in informatiki pogosto rabljena podatkovna struktura. Elementi drevesa so razporejeni hierarhično v razmerju »oče« – »sin«, ter so med seboj povezani. Elementi drevesa se delijo na vozlišča in liste. V nekaterih vrstah dreves ima lahko oče tudi več sinov, sin pa ima vedno le enega očeta.
Zgledi:
- dvojiško drevo
- B-drevo
- dvojiško iskalno drevo
- samoutežno dvojiško iskalno drevo
- AVL-drevo
- rdečečrno drevo
- kopica
- drevo izpeljav
- priponsko drevo
- levoraščeno dvojiško drevo
- parnično podatkovno drevo